# Жылы-Суу
Жылы-Суу (кирг. Жылы-Суу) — село в Алайском районе Ошской области Кыргызстана. Входит в состав Гульчинского айылного аймака.

## География
Село расположено в южной части области, на левом берегу реки Джайлы-Суу (левый приток реки Куршаб), на расстоянии приблизительно 2 километров (по прямой) к югу от села Гульча, административного центра района.

## Население
Согласно оценочным данным Национального статистического комитета Кыргызской Республики, численность населения села на начало 2023 года составляла 695 человек.
| год     | 2009 | 2014 | 2015 | 2020 | 2021 | 2023 |
| ------- | ---- | ---- | ---- | ---- | ---- | ---- |
| человек | 603  | 487  | 485  | 679  | 709  | 695  |